# Public Library of Science
Public Library of Science (PLoS) – projekt non-profit rozwijania zbioru czasopism naukowych i innej literatury naukowej, dostępnego na licencjach wolnej dokumentacji. W 2006 r. w ramach tego projektu publikowane były następujące czasopisma: PLoS Biology, PLoS Medicine, PLoS Computational Biology, PLoS Genetics, PLoS Pathogens i PLoS Clinical Trials.

## Historia powstania
Powstanie Public Library of Science zostało zainicjowane na początku 2001 r. przez publikację listu otwartego napisanego przez Patricka Browna, biochemika z Stanford University i Michaela Eisena, biologa-informatyka z Lawrence Berkeley National Laboratory. List ten, skierowany do społeczności naukowców zajmujących się biologią, medycyną i pokrewnymi dziedzinami, nawoływał wszystkich naukowców, aby począwszy od września 2001 r. zaprzestali wysyłania swoich publikacji do czasopism, które nie udostępniają bezpłatnie swoich zasobów w sześć miesięcy od ich wydania. Był to rodzaju "deklaracji wojny" wytoczonej przeciw tradycyjnym czasopismom naukowym, które zwyczajowo nie płacą autorom za wydrukowane publikacje, jednocześnie pobierając opłaty za udostępnianie. Tylko niektóre czasopisma  (np. Proceedings of the National Academy of Sciences i BioMed Central) udostępniają publikacje bezpłatnie po pewnym okresie karencji od druku, podczas gdy większość nie udostępnia ich bezpłatnie nawet autorom i zabrania im rozpowszechniania ich np. na własnych stronach WWW (m.in. Nature i Science).
Po przyłączeniu się do inicjatywy noblisty, byłego dyrektora National Institutes of Health Harolda Varmusa organizatorzy PLoS postanowili sami wydawać wolno-dostępne czasopisma na wzór BioMed Central, które czyni to od 1999 r.

## Działalność wydawnicza
Jako dom wydawniczy PLoS zainaugurowało swoją działalność 13 października 2003 r. wydaniem pierwszego numeru recenzowanego czasopisma PLoS Biology, aby po jego sukcesie szybko uruchomić kolejne: PLoS Medicine, PLoS Computational Biology, PLoS Genetics, PLoS Pathogens, PLoS Neglected Tropical Diseases. W grudniu 2006 uruchomiono PLoS ONE. Wszystkie czasopisma PLoS zaliczają się do publikacji o wolnym dostępie. Działają głównie w oparciu w oparciu o licencję Creative Commons, CC-BY 2.5, choć dopuszczają też inne wolne licencje, pod warunkiem, że są one zgodne z ogólną zasadą projektu:
Jedynym ograniczeniem w kopiowaniu i dystrybucji, oraz jedyną rolą praw autorskich w tych czasopismach jest zapewnienie kontroli autorom integralności ich publikacji i prawa do właściwego ich  cytowania i przypisywania im autorstwa ich prac.
Dostęp do czasopism w wersji on-line jest całkowicie bezpłatny. Wersje drukowane są rozprowadzane na tradycyjnych dla czasopism naukowych zasadach.
Aby utrzymać finansowo tego rodzaju czasopisma muszą one być albo centralnie dotowane, albo sami autorzy muszą płacić za publikowanie swoich prac. W Stanach Zjednoczonych, instytucje takie jak National Institutes of Health i Howard Hughes Medical Institute akceptują w projektach grantów na badania naukowe środki na opłacenie tego rodzaju kosztów publikowania, a nawet zachęcają potencjalnych grantobiorców do uwzględniania w projektach tego rodzaju kosztów.

## Przyszłość
Inicjatywa PLoS zainspirowała też podobne inicjatywy w Europie. Do najbardziej znanych zalicza się Deklaracja Berlińska powstała z inicjatywy władz Towarzystwa Maxa Plancka. Inną znaną inicjatywą tego rodzaju jest środkowo-europejska Budapest Open Access Initiative. Przyszłość tego rodzaju inicjatyw nie jest jednak do końca jasna. Największym problemem w przyszłości może okazać się, zdaniem analityków rynku wydawnictw naukowych, wzrastający koszt obsługi systemu recenzowania naukowego, gdy do czasopism tego rodzaju zacznie spływać podobna liczba publikacji jak do renomowanych czasopism tradycyjnych.